# 49 Andromedae
49 Andromedae (A Andromedae) é uma estrela na direção da Andromeda. Possui uma ascensão reta de 01h 30m 06.10s e uma declinação de +47° 00′ 26.6″. Sua magnitude aparente é igual a 5.27. Considerando sua distância de 290 anos-luz em relação à Terra, sua magnitude absoluta é igual a 0.53. Pertence à classe espectral K0III.